# Žalobín
Žalobín és un poble i municipi d'Eslovàquia. Es troba a la regió de Prešov, al nord del país.

## Història
La primera referència escrita de la vila data del 1451.

## Demografia
| Godina             | 1994 | 2004   | 2014   | 2024   |
| ------------------ | ---- | ------ | ------ | ------ |
| Nombre de persones | 701  | 759    | 816    | 815    |
| Diferència         |      | +8,27% | +7,50% | −0,12% |

| Godina             | 2023 | 2024 |
| ------------------ | ---- | ---- |
| Nombre de persones | 815  | 815  |
| Diferència         |      | +0%  |